# Lea Rosh

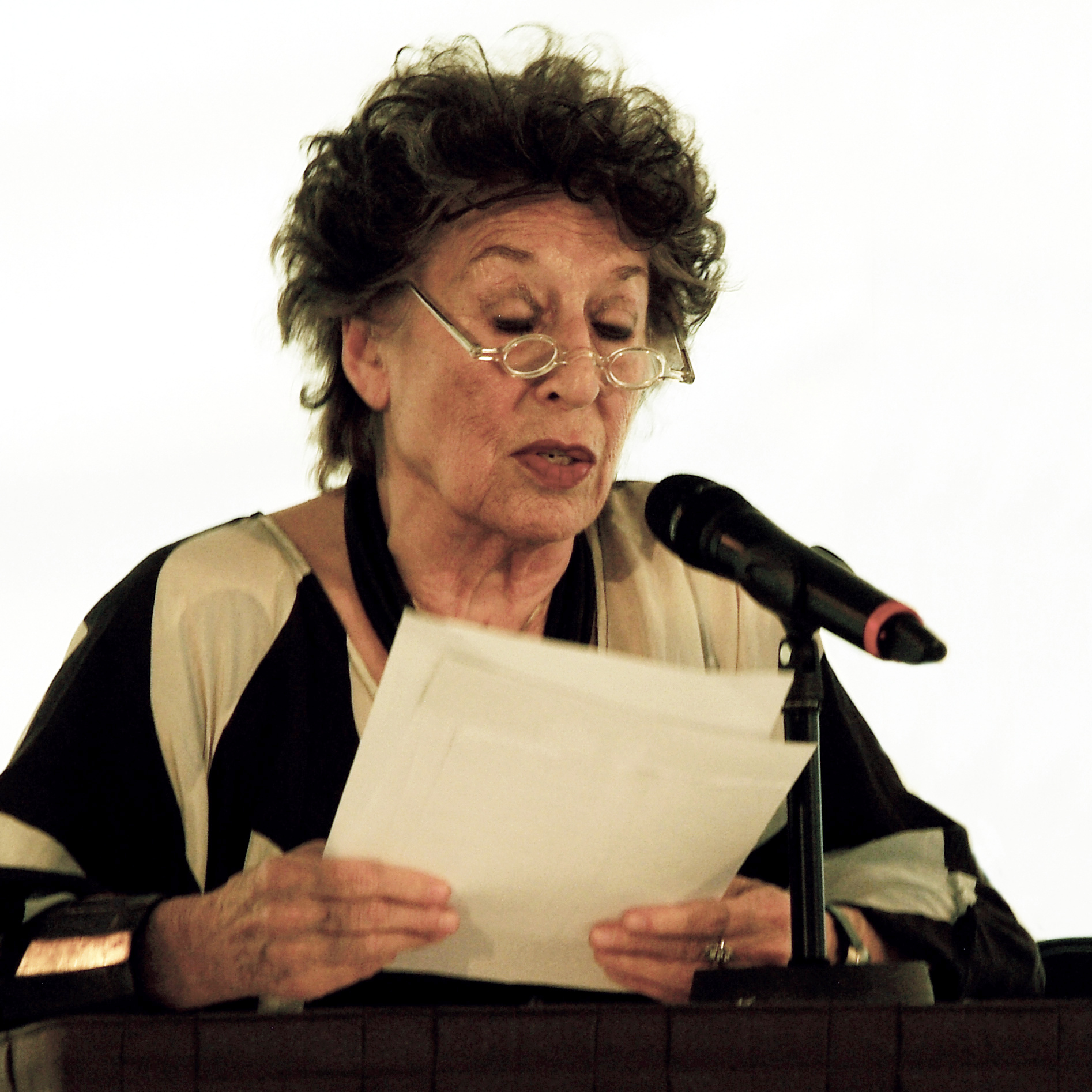
Lea Rosh (2012)

Lea Rosh [ʁoːs] (* 1. Oktober 1936 in Berlin als Edith Renate Ursula Rosh) ist eine deutsche Fernsehjournalistin, Autorin und Publizistin. Sie war in den 1990er-Jahren Leiterin des NDR-Landesfunkhauses in Hannover und damit neben Ulrike Wolf beim MDR eine der ersten Frauen in Deutschland, die ein Funkhaus leiteten. Beim Politikmagazin Kennzeichen D war sie die erste Moderatorin.
Als ihr Lebenswerk gilt ihr erfolgreiches Engagement für das Denkmal für die ermordeten Juden Europas in Berlin. Sie ist sowohl Mitglied des Kuratoriums als auch Mitglied des Beirates der zugehörigen Stiftung.

## Leben
Rosh studierte Geschichte, Soziologie und Publizistik an der FU Berlin. Im Anschluss absolvierte sie mehrere Volontariate.
1961 begann sie als Hörfunkreporterin beim RIAS und moderierte später eine Modesendung des SFB-Fernsehens. 1973 wechselte Rosh zum Norddeutschen Rundfunk (NDR) nach Hamburg und moderierte dort die Fernsehreihe ARD-Ratgeber: Technik. Sie entwickelte zusammen mit Luc Jochimsen beim NDR das Magazin Frauenforum. Ab 1982 arbeitete sie für das ZDF-Studio in Berlin und übernahm als erste Frau überhaupt die Moderation des Politikmagazins Kennzeichen D. Wegen ihrer „unerbittlichen Fragelust“ wurde sie mit den Talkshows III nach 9 (Radio Bremen, 1982 bis 1989) und Freitagnacht (SFB, bis 1991) berühmt.
Ab Januar 2002 moderierte Rosh zusammen mit Gaby Hauptmann die Literatursendung „Willkommen im Club – Menschen und Bücher 2002“, die einige Monate lang von den Fernsehsendern VOX und XXP ausgestrahlt wurde. Zudem verfasste sie mehrere Dokumentarfilme.

### Leiterin des NDR-Landesfunkhauses
Rosh leitete das NDR-Landesfunkhaus in Hannover von 1991 bis 1997 und war die erste Frau in dieser Funktion. Ihre Berufung wurde vom damaligen niedersächsischen Ministerpräsidenten Gerhard Schröder unterstützt. Sie sorgte dafür, dass das von ihr als „faschistoid“ bezeichnete Niedersachsenlied („Wo versank die welsche Brut? In Niedersachsens Bergen, an Niedersachsens Wut“) nur noch ohne Text ausgestrahlt werden durfte.
1992 hatte Rosh „auf kurzem Dienstweg“ eine NDR-Satire der Sendereihe extra Drei über eine Immobilienanfrage Roshs beim Potsdamer Oberbürgermeister und SPD-Parteifreund Horst Gramlich unterbunden. Der damalige NDR-Programmdirektor Jürgen Kellermeier zwang Rosh zu einer Entschuldigung.

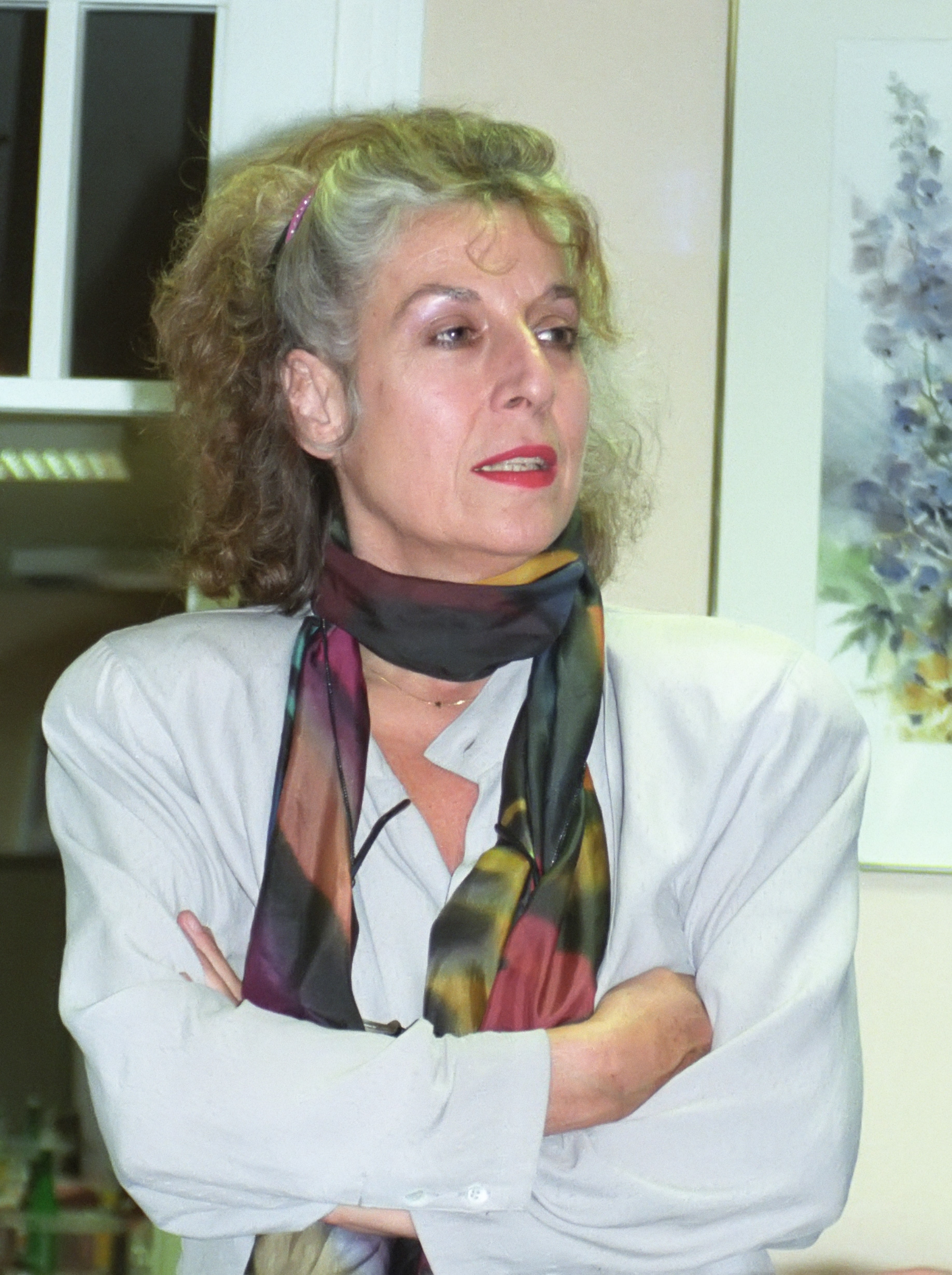
Lea Rosh um 1990

Nach eineinhalb Jahren Amtszeit beschreibt der Journalist Heinrich Thies die Kontroverse beim NDR nach Roshs Amtsantritt. Ihre Gegner machten Rosh für erhebliche Einbrüche bei Hörer- und Zuschauerzahlen verantwortlich. „NDR-Radio Niedersachsen“ habe verschiedenen Studien zufolge seit ihrem Amtsantritt Hunderttausende von Hörern verloren, ähnlich sei die Einschaltquote der täglichen Regionalsendung „Hallo Niedersachsen“ von zwölf auf acht Prozent gesunken. „Die nach Parteienproporz sorgsam geformte Führungsspitze zerbröselt“. Der vormalige leitende Redakteur Peter Staisch, der CDU nahestehend, war als Chefredakteur zum Privatsender n-tv gewechselt, ähnlich Jürgen Köster als Programmdirektor des Radiosenders radio ffn. „Gegen seinen Willen habe sie wenig qualifizierte Moderatoren eingesetzt, die Programmstruktur umgemodelt, nicht verstanden, dass sie an der Spitze eines Heimatsenders stehe und halt keinen Problemfunk machen könne“.
Demgegenüber tadelten 36 Unterzeichner eines offenen Briefs – Redakteure, freie und technische Mitarbeiter des Landesfunkhauses – Hörfunkchef Köster, der seinerseits Redakteure vergrault habe. Sie lobten den neuen Stil, der mit Lea Rosh ins Funkhaus eingekehrt sei: „Wo früher hinter verschlossenen Türen entschieden wurde, gibt es heute eine – wenn auch nicht immer einfache – offene Auseinandersetzung über Programme und Programminhalte.“
In ihrer weiteren Amtszeit verzeichneten die von Rosh verantworteten Hörfunk- und Fernsehprogramme schnell einen deutlichen Zuwachs an Reichweite. Laut Media-Analyse wurde NDR 1 Radio Niedersachsen 1993 zum Marktführer in Niedersachsen, wuchs bundesweit zu einem der meistgehörten Radioprogramme und behauptet die Position als das beliebteste Hörfunkprogramm in Niedersachsen bis heute (Media-Analyse 2013/II: Marktanteil von 24,6 %, Personen ab 10 Jahren, Mo–So; das Programm wird täglich von knapp zwei Millionen Menschen gehört).
Mit Rosh als Direktorin vollzog das Regionalmagazin „Hallo Niedersachsen“ am 4. Januar 1993 den schwierigen Umzug aus dem ARD-Gemeinschaftsprogramm ins NDR-Vollprogramm mit einer Ausdehnung auf eine halbe Stunde Sendezeit. Nach anfänglichen Reichweitenverlusten wuchs das Zuschauerinteresse für „Hallo Niedersachsen“ kontinuierlich und erzielte zeitweise eine Quote von mehr als 14 %, so dass Rosh 1997 zum Ende ihrer Amtszeit ihrem Nachfolger Arno Beyer ein erfolgreiches Hörfunk- und Fernsehprogramm übergeben konnte. Ab dem 7. März 1999 wird Hallo Niedersachsen täglich ausgestrahlt, auch am Wochenende (bis auf Feiertage), am Sonntag nach anfänglich einer viertelstündigen Sendezeit seit dem 6. Januar 2002 auch wie sonst üblich in der Zeit von 19:30 Uhr bis 20:00 Uhr.

### PR-Agentur und Lehraufträge
Rosh betreibt eine PR-Agentur in Berlin und war seit 2007 Lehrbeauftragte im Bereich Moderation und Medientraining an der University of Management and Communication (FH) Potsdam, deren Betrieb Anfang 2010 eingestellt wurde. Sie gründete mit ihrem Mann ein Kommunikations- und Medien-Büro und erarbeitete dabei zusammen mit ihm inhaltliche Konzepte zur Bekämpfung von „Rechtsextremismus in den neuen Bundesländern“ sowie Fortbildungsveranstaltungen zu „Antisemitismus in Schule und Gesellschaft“ für verschiedene Landeszentralen für politische Bildung.

## Öffentliche Rolle

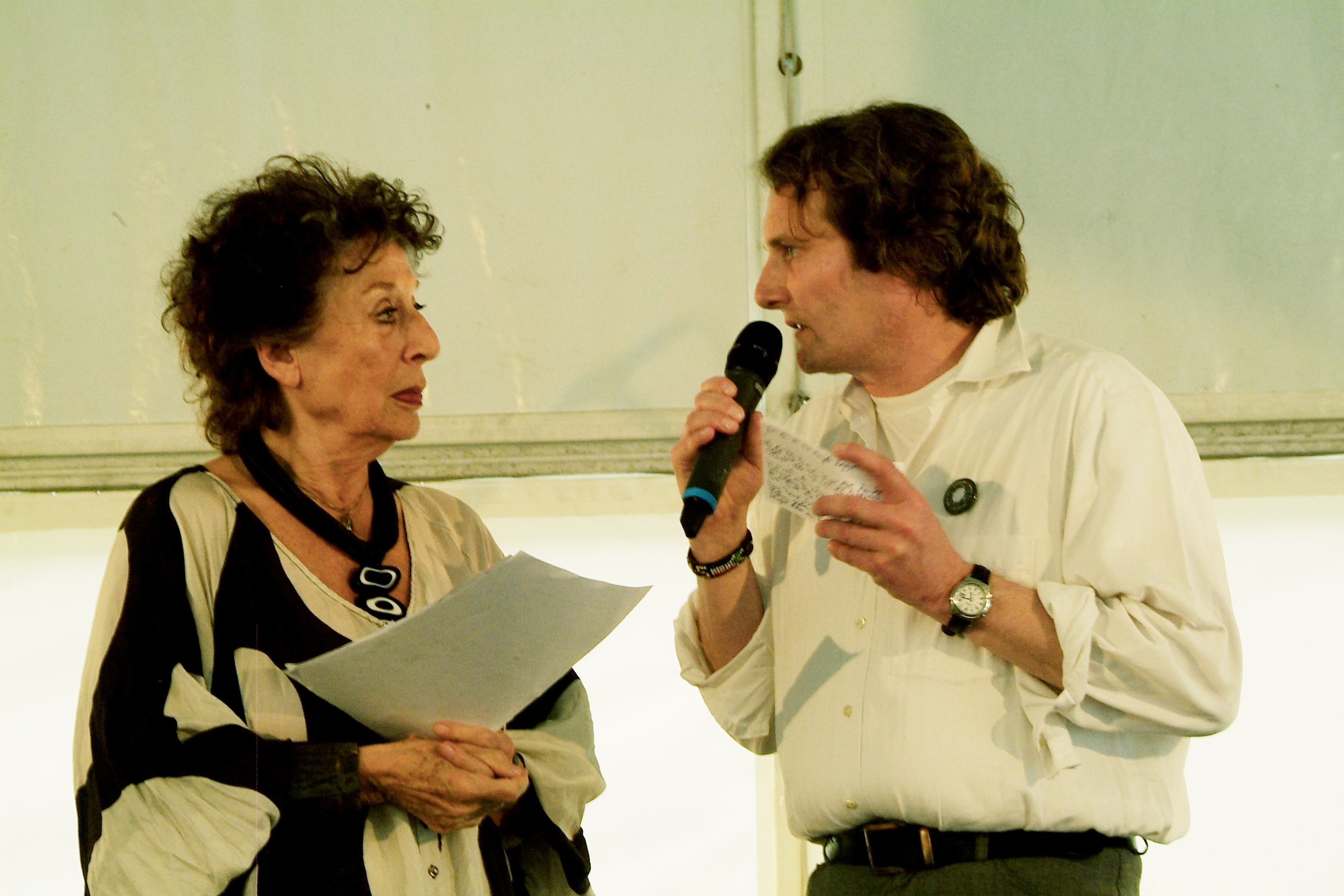
Lea Rosh bei der Gedenkveranstaltung zum 79. Jahrestag der Bücher-Verbrennungen in Hannover 2012 (hier bei der Anmoderation durch Marc Beinsen)

Lea Rosh wurde als Journalistin und Publizistin überregional bekannt, erhielt mehrere Auszeichnungen wie die Carl-von-Ossietzky-Medaille und war zu Zeiten der Regierung Gerhard Schröder mehrmals als Ministerin im Gespräch.
1985 moderierte sie das erste große, von Rosa von Praunheim organisierte AIDS-Benefiz in Deutschland im Berliner Tempodrom.
2008 trat sie im Rahmen der von Christoph Schlingensief in der Berliner Akademie der Künste gedrehten Talkshowparodie Die Piloten auf.
In Potsdam setzt sich Rosh für den Wiederaufbau der gegen Ende des Zweiten Weltkriegs zerstörten und 1968 abgerissenen Garnisonkirche ein.
Rosh veranstaltet regelmäßig einen Salon in Berlin, in dem sie prominente Gäste zu einem kontroversen Thema öffentlich interviewt, zunächst gemeinsam mit Ulla Klingbeil, später, bis zu deren Tod, mit der Dahlemer FDP-Vorsitzenden Susanne Thaler. Zu ihren Gästen zählten u. a. Veruschka Gräfin von Lehndorff, Vera Lengsfeld, Kreszentia Flauger, Friedbert Pflüger und Thilo Sarrazin. Rosh ist seit 1968 Mitglied der SPD.

## Engagement bei der deutschen Vergangenheitsbewältigung

### Der Tod ist ein Meister aus Deutschlandund weitere Dokumentarfilme
Lea Rosh verfasste eine Reihe von Dokumentarfilmen zu verschiedenen Aspekten der Judenverfolgung im Nationalsozialismus wie auch des Antiziganismus vor und nach 1945. Besondere öffentliche Beachtung fand ihre Dokumentation Der Tod ist ein Meister aus Deutschland über die Ermordung der Juden in Europa in der Zeit des Nationalsozialismus. Für diese Dokumentation recherchierte sie gemeinsam mit dem Historiker Eberhard Jäckel mehrere Jahre lang. Der Dokumentarfilm ist eine Collage aus Diskussionen, Spielfilmszenen und historischem Material und wurde in vier Folgen, beginnend mit dem 29. April 1990, im deutschen Fernsehen (SFB/ARD) ausgestrahlt. Die Folgen wurden später Grundlage eines gleichnamigen Buches.
Walter Jens urteilte, „das große Verdienst dieses Films“ sei, dass er „[…] die Zuschauer in Zeugen, ja in potentielle Akteure verwandelt“.
Die Rabbinerin und Journalistin Elisa Klapheck kritisierte Zahlenhuberei, missglückte Interviews und fehlende Analyse.
Lea Rosh und Eberhard Jäckel erhielten für die Dokumentation im Jahr 1990 den Geschwister-Scholl-Preis.

### Denkmal für die ermordeten Juden Europas
Nach einem Besuch in der Gedenkstätte Yad Vashem in Jerusalem und auf Anregung von Eberhard Jäckel begann Lea Rosh 1988 mit der Aufbauarbeit zum Denkmal für die ermordeten Juden Europas, das seit 2005 der Öffentlichkeit zugänglich ist und als zentrale Gedenkstätte in Berlin im Umfeld des Regierungsviertels an die Judenmorde in Europa erinnert. Sie ist bis heute Vizevorsitzende des Kuratoriums der gleichnamigen Stiftung sowie Vorsitzende des gleichnamigen Förderkreises. Ihr jahrelanger und schließlich erfolgreicher Einsatz für dieses Ziel wurde mit hochrangigen staatlichen und privaten Ehrungen gewürdigt.
Andererseits führte Lea Roshs Vorgehensweise von Beginn der Initiative bis zu deren Abschluss zu einer Reihe von Kontroversen.
Im Oktober 2003 kam es zu einer Unterbrechung der Bauarbeiten, als Lea Rosh ohne weitere Rücksprachen die Firma Degussa AG aufgrund der NS-Vergangenheit der Vorgängerfirma Degesch von der Mitwirkung am Bau ausschließen wollte. Nach heftiger Kritik, unter anderem vom Architekten Peter Eisenman, beschloss das Stiftungskuratorium am 13. November 2003 den Weiterbau.
Mit Kritikern ihres Vorhabens hatte Rosh eine Reihe von weiteren Kontroversen, so auch mit verschiedenen jüdischen Vertretern, wie Julius H. Schoeps, Rafael Seligmann und anderen. Unter anderem Eike Geisel sah bei den Vorgängen um das Denkmal eine Renationalisierung der Erinnerungskultur und beschuldigte Rosh, eine Vormundschaft über die toten Juden in Anspruch genommen zu haben.

„Natürlich ist es wichtig, dass die Juden zustimmen können, aber die Auslober sind der Bund, das Land und wir. Ich habe dem damaligen Vorsitzenden des Zentralrats, Heinz Galinski, gesagt: ‚Halten Sie sich da raus, die Nachkommen der Täter bauen das Mahnmal, nicht die Juden. Aber es wäre schön, wenn Sie nicken könnten.‘ Galinski sagte, er werde nicken.“

Galinskis Nachfolger Ignatz Bubis erkannte Roshs Engagement als „Nichtjüdin“ für das Gedenken an den Holocaust an. Auch Michael Naumann, der als Kulturbeauftragter der Bundesregierung dem Denkmal ebenso anfangs skeptisch gegenüberstand, wies 2005 darauf hin, dass Rosh den Einwänden deutscher Juden mit dem Hinweis begegnet sei, dass es ein Denkmal für Deutsche sein solle.
Eine Fundraising-Aktion unter dem bewusst provozierenden Motto den holocaust hat es nie gegeben und Spendenaufforderungen für das Mahnmal unter 0190-Rufnummern führten zu Protesten und Strafanzeigen. Die Kampagne wurde nach den Protesten eingestellt.
Fachleute wie Claus Leggewie und Erik Meyer kritisierten ein rücksichtsloses Vorgehen analog einer Benetton-Werbekampagne und erwähnten zunehmende Konkurrenz zu authentischen Gedenkstätten sowie „Bewältigungskitsch“, „plakatierte Dummheit“ und „Trittbrettfahrerei“ auf Basis eines Menschheitsverbrechens.
Eine wichtige Rolle hatte zudem der Mitte der 1990er ausgetragene Konflikt zwischen dem Zentralrat und dem damaligen Bundeskanzler Helmut Kohl um die Ausgestaltung der Neuen Wache als zentrale Gedenkstelle in Berlin. Diese wurde vom Zentralrat unter der Bedingung akzeptiert, ein zentrales Holocaustmahnmal wie von Rosh initiiert zu bauen. Nach Darstellung Roshs waren sowohl der Förderverein als auch sie selbst
„von Anfang an dafür, dass dieses Denkmal ausschließlich an die ermordeten Juden erinnern soll. Schließlich waren die Juden mit sechs Millionen die größte Opfergruppe. Und ein Denkmal für alle Opfer sagt gar nichts aus, es ist viel zu unspezifisch. Man muss schon verstehen, warum die einzelnen Opfergruppen zu Opfern in der Hitlerschen Vernichtungspolitik wurden.“ (Lea Rosh: )
Bei Dreharbeiten zu Der Tod ist ein Meister aus Deutschland im Jahr 1988 auf dem Gelände der KZ-Gedenkstätte Belzec hatte Rosh den Zahn eines NS-Opfers mitgenommen, den sie gefunden hatte, und ihn auf ihrem Schreibtisch aufbewahrt, worüber mehrfach in der Presse berichtet wurde. Der 2005 unmittelbar vor dem Bauabschluss des Mahnmals öffentlich angekündigte Plan, ihm einen Platz in einer Stele des Denkmals zukommen zu lassen, führte zu einem Eklat. Nach Protesten von Krystyna Oleksy, der stellvertretenden Direktorin des Staatlichen Museums Auschwitz-Birkenau, und von hochrangigen Vertretern des Zentralrats der Juden in Deutschland gab sie ihr Vorhaben auf. Der Zahn wurde von Rosh und Eberhard Jäckel in Begleitung des Vorsitzenden der jüdischen Gemeinde Berlin Alexander Brenner der Halacha entsprechend in Belzec begraben. Ulrike Jureit bezeichnete den Vorgang als Ausdruck einer verbreiteten deutschen Reliquienverehrung und Heilserwartung, die von den Opfern des Holocaust bewusst oder unbewusst rettende Fürsprache und Wunderwirkung erhoffe.
Rosh wurde unter anderem von Hans-Ernst Mittig als prominente Vertreterin einer „Berliner Republik“ bezeichnet. Bekenntnisse zur Nation und Bekenntnisse zur historischen Schuld würden dabei, so Jan-Holger Kirsch, nicht mehr als Widerspruch empfunden. Mit dem von ihr initiierten Mahnmal sei eine veränderte Basiserzählung der „Berliner Republik“ manifestiert worden. Der Prozess habe schon mit der Rede von Bundespräsident Weizsäcker am 8. Mai 1985 begonnen. Demnach verbiete das Gedenken an Auschwitz nicht einen einheitlichen deutschen Nationalstaat, wie es Günter Grass 1990 forderte, eine Position, die Martin Walser in seiner Paulskirchenrede 1998 kritisierte. Im Gegenteil, das möglichst vorbildliche Gedenken an den Holocaust im Sinne von Weizsäckers Satz „Deutsch zu sein heißt, sich mit dem Nationalsozialismus auseinanderzusetzen“ diene als Legitimation des deutschen Nationalstaats. Nach Kirsch läge der Aussagegehalt der von ihm untersuchten Kontroverse um das Mahnmal mit Einschränkung „primär in ihrem Beitrag zur Neudefinition ‚nationaler Identität‘ im vereinten Deutschland“.
Diese neue Identitätspolitik habe aber auch Nachteile. Kirsch und andere sehen das Gedenken und die Partizipation deutscher Juden trotz ostentativer Vereinnahmung tendenziell außen vor gestellt. So wurde Mitte der 1990er Jahre auf Betreiben von Roshs Mitstreiter Jäckel jüdischen Organisationen die organisatorische Mitarbeit bei den ostdeutschen Gedenkstätten zunächst verweigert. Diese Kontroverse wurde zugunsten einer Minderheitsbeteiligung jüdischer Organisationen entschieden.

### Weitere Aktivitäten
Rosh setzte sich unter anderem 2006 für die Verhüllung von Skulpturen des Bildhauers Arno Breker im Olympiastadion Berlin während der Fußballweltmeisterschaft 2006 ein.
2007 forderte sie für die von Ekkehart Krippendorff unterstützte französische Ausstellung Sonderzüge in den Tod finanzielle und logistische Subventionen durch die Deutsche Bahn AG ein.

## Persönliches
Lea Rosh wuchs zusammen mit ihren drei Geschwistern in Berlin sowie zeitweise nach Evakuierung in Genthin bei den Eltern bzw. nach dem Tod des Vaters 1945 bei der Mutter auf. Ihr Vater war kaufmännischer Angestellter, während des Zweiten Weltkriegs Soldat und galt nach dem Krieg als vermisst. Ihre Mutter Priska Rosh geb. Wojtech stammte aus Graz und war eine Tochter des jüdischen Opernsängers Max Garrison.
Lea Rosh wurde christlich erzogen und trat im Alter von 18 Jahren aus der evangelischen Kirche aus. Sie nannte sich seit dieser Zeit nicht mehr Edith, sondern Lea und ist seither überzeugte Atheistin. Gegen Zeitungsberichte, wonach sie auch ihren Nachnamen geändert habe, ging sie erfolgreich juristisch vor. In ihrer Geburtsurkunde ist der Name Edith Renate Ursula Rosh eingetragen.
Rosh scheiterte hingegen 2002 mit einer Klage gegen den Verlag C. H. Beck wegen eines dort verlegten Buchs der amerikanischen Autorin Ruth Gay. Gay hatte darin Rosh als engagierte Fernseh-Journalistin bezeichnet, die sich mit dem Vornamen Lea einen „jüdisch klingenden Namen“ zugelegt habe. Eine Selbststilisierung als Jewish Spokesperson und daraus resultierende Konflikte attestierte noch 2006 Jeffrey M. Peck, Dekan der Weissman School of Arts and Sciences an der City University of New York, in einem Buch zum modernen Judentum in Deutschland.
Rosh war ab 1970 mit dem 2008 verstorbenen Architekten und Bauunternehmer Jakob Schulze-Rohr verheiratet, einem Bruder des Regisseurs Peter Schulze-Rohr. Die Ehe blieb kinderlos.

## Auszeichnungen
- 1983: Ehrende Anerkennung beim Adolf-Grimme-Preis für Holocaust: Die Tat und die Täter
- 1985: Adolf-Grimme-Preis mit Silber für Vernichtung durch Arbeit. KZ-Häftlinge: Sklaven für die deutsche Industrie (zusammen mit Eberhard Kruppa)
- 1985: Carl-von-Ossietzky-Medaille
- 1990: Schillerpreis der Stadt Mannheim
- 1990: Geschwister-Scholl-Preis, für das Buch zum Film Der Tod ist ein Meister aus Deutschland (1990), gemeinsam mit dem Stuttgarter Historiker Eberhard Jäckel
- 1991: Heinz-Galinski-Preis, „für das Lebenswerk“
- 1995: BILD-Kulturpreis, für den Verein Memoriam (1. Vorsitzende), für die Errichtung eines Mahnmals für die aus Hannover deportierten jüdischen Kinder, Frauen und Männer
- 2006: Verdienstkreuz am Bande des Verdienstordens der Bundesrepublik Deutschland (Bundesverdienstkreuz); die Auszeichnung wurde ihr vom Regierenden Bürgermeister von Berlin Klaus Wowereit, in Vertretung des Bundespräsidenten, überreicht.
- 2016: Verdienstorden des Landes Berlin
- 2021: Verdienstkreuz 1. Klasse des Verdienstordens der Bundesrepublik Deutschland[53]

## Werke

### Bücher
- zusammen mit Eberhard Jäckel: „Der Tod ist ein Meister aus Deutschland.“ Deportation und Ermordung der Juden, Kollaboration und Verweigerung in Europa. 5. Auflage. Hoffmann und Campe, Hamburg 1991, ISBN 3-455-08358-7; Taschenbuchausgabe (unter gleichem Titel): Ungekürzte Ausgabe, 2. Auflage. Deutscher Taschenbuchverlag, München 1993, ISBN 3-423-30306-9.
- zusammen mit Günther Schwarberg: Der letzte Tag von Oradour. 3. Auflage. Steidl, Göttingen 1997, ISBN 3-88243-092-3.
- als Herausgeberin und Mitverfasserin: „Die Juden, das sind doch die anderen.“ Der Streit um ein deutsches Denkmal. Philo, Berlin u. a., 1999, ISBN 3-8257-0127-1 (Aufsatzsammlung, mit Beiträgen von Eberhard Jäckel u. a.).

### Fernseh-Dokumentationen
- ZDF, 1980: Ein Naziprozeß
- ZDF, 1982: Tat und Täter – Die Amnestierung der NS Gewaltverbrecher
- SFB, 1984: Vernichtung durch Arbeit – KZ-Häftlinge für die deutsche Industrie
- SFB, 1985: Das Lustige Zigeunerleben – Sinti und Roma in der BRD
- SFB, 1985: Und dann haben wir uns verabschiedet – Buttenhausen, ein Dorf 1933–1943
- SFB, 1986: Das Tribunal – Mord am Bullenhuser Damm[54]
- SFB, 1988: Die Rettung – Wie die bulgarischen Juden überlebten
- SWF, 1988, Oradour (gemeinsam mit Günther Schwarberg; auch als Buch erschienen)
- ZDF, 1988: Rolf Liebermann – Der lange Abschied
- SFB/ARD, 1990: Der Tod ist ein Meister aus Deutschland – Der Mord an den Juden Europas (gemeinsam mit Eberhard Jäckel, 4-teilige Dokumentation; auch als Buch erschienen)
- NDR/ARD, 1991: Der Umzug – Von Bonn nach Berlin